# Фландерс (Нью-Йорк)
Фландерс (англ. Flanders) — переписна місцевість (CDP) в США, в окрузі Саффолк штату Нью-Йорк. Населення — 5098 осіб (2020).

## Географія
Фландерс розташований за координатами 40°53′9″ пн. ш. 72°36′27″ зх. д. / 40.88583° пн. ш. 72.60750° зх. д. (40.885786, -72.607613).  За даними Бюро перепису населення США в 2010 році переписна місцевість мала площу 30,13 км², з яких 29,68 км² — суходіл та 0,45 км² — водойми.

## Демографія
Згідно з переписом 2010 року, у переписній місцевості мешкали 4472 особи в 1345 домогосподарствах у складі 967 родин. Густота населення становила 148 осіб/км².  Було 1684 помешкання (56/км²).
Расовий склад населення:
| - 65,3 % — білих - 13,8 % — чорних або афроамериканців - 1,5 % — корінних американців - 1,1 % — азіатів - 14,6 % — осіб інших рас |

До двох чи більше рас належало 3,8 %. Частка іспаномовних становила 37,5 % від усіх жителів.
За віковим діапазоном населення розподілялося таким чином: 25,8 % — особи молодші 18 років, 66,8 % — особи у віці 18—64 років, 7,4 % — особи у віці 65 років та старші. Медіана віку мешканця становила 32,7 року. На 100 осіб жіночої статі у переписній місцевості припадало 114,6 чоловіків;  на 100 жінок у віці від 18 років та старших — 115,4 чоловіків також старших 18 років.
Середній дохід на одне домашнє господарство  становив 86 792 долари США (медіана — 63 482), а середній дохід на одну сім'ю — 91 378 доларів (медіана — 76 207). За межею бідності перебувало 12,8 % осіб, у тому числі 12,9 % дітей у віці до 18 років та 36,7 % осіб у віці 65 років та старших.
Цивільне працевлаштоване населення становило 2650 осіб. Основні галузі зайнятості: будівництво — 23,7 %, освіта, охорона здоров'я та соціальна допомога — 18,6 %, мистецтво, розваги та відпочинок — 15,4 %, роздрібна торгівля — 13,2 %.